# Каврилья
Каврилья (итал. Cavriglia) — коммуна в Италии, располагается в области Тоскана, в провинции Ареццо.
Население коммуны, на 01.01.2024 года, составляет 9489 человек, плотность населения ─ 155,89 чел./км². Коммуна занимает площадь 61 км². Почтовый индекс — 52022. Телефонный код — 055.
Покровителем коммуны почитается святой Донат из Ареццо, празднование 7 августа. 

## Демография
Динамика населения:

## Администрация коммуны
- Официальный сайт: http://www.comune.cavriglia.ar.it/